# Perry Anderson
Perry R. Anderson (* 11. září 1938, Londýn) je britský historik a politický filozof marxistické orientace. Je profesorem historie a sociologie na Kalifornské univerzitě v Los Angeles. Byl spjatý s tzv. Novou levicí. Jeho specializací jsou dějiny idejí. 23 let (1962-1982, 2000-2003) byl šéfredaktorem vlivné intelektuální revue New Left Review. Jeho bratr Benedict Anderson je rovněž významným sociálním vědcem.